# Magdalena Rzeźnik
Magdalena Maria Rzeźnik (ur. 22 lipca 1983 we Wschowie) – polska koszykarka, występująca na pozycji rozgrywającej.

## Osiągnięcia
Stan na 3 kwietnia 2023, na podstawie, o ile nie zaznaczono inaczej.

### Reprezentacja
- Uczestniczka mistrzostw:
  - świata U–19 (2001 – 10. miejsce)[2]
  - mistrzostw Europy U–16 (1999 – 6. miejsce)[3]